# Calliostoma shinagawaense
Calliostoma shinagawaense is een slakkensoort uit de familie van de Calliostomatidae. De wetenschappelijke naam van de soort is voor het eerst geldig gepubliceerd in 1906 door Tokunaga.